# Litoria auae
Espèce
Statut de conservation UICN

 LC  : Préoccupation mineure
Litoria auae est une espèce d'amphibiens de la famille des Pelodryadidae.

## Répartition
Cette espèce est endémique de Papouasie-Nouvelle-Guinée. Elle se rencontre dans les provinces ouest, du Golfe et centrale entre les rivières Purari et Fly y compris sur l'île de Daru du niveau de la mer jusqu'à 1 100 m d'altitude.

## Étymologie
Cette espèce est nommée en l'honneur de Aua, fille de Pam, personnages de la tradition Papoue.

## Publication originale
- Menzies & Tyler, 2004 : Litoria gracilenta (Anura : Hylidae) and related species in New Guinea. Australian Journal of Zoology, vol. 52, no 2, p. 191-214.